# Urolophus westraliensis
Urolophus westraliensislà một loài cá đuối ít được biết đến thuộc họ Urolophidae.